# البعثة المدنية الدولية في هايتي
تأسست البعثة المدنية الدولية في هايتي (بالفرنسية: Mission Civile Internationale en Haïti)  عام 1993، لتنفيذ مهمة شاقة تتمثل في تعزيز وحماية حقوق الإنسان في البلاد، تحت قيادة المجلس العسكري للجنرال راؤول سيدراس. بعد تأسيسها، علم المجتمع الدولي أن الأبرياء قد قُتلوا وعُذبوا وخطفوا واعتقلوا بشكل تعسفي من قبل الجيش والوحدات شبه العسكرية التابعة لجبهة النهوض والتقدم في هايتي.

## إنجازات البعثة على المستوى الوطني
ساعدت البعثة في إقناع المجلس العسكري بإيقاف الطغمة العسكرية بقيادة الجنرال راؤول سيدراس، وبالتالي، وضع حد لانتهاكات حقوق الإنسان التي يرتكبها الجيش. وساعدت البعثة في تفكيك النظام العسكري القديم وإنشاء قوة شرطة جديدة مدربة وواعية باحترام حقوق الإنسان. هيأت بيئة أكثر تحضراً في الجوانب السياسية والاجتماعية. 

## إنجازات البعثة على المستوى الدولي
شجعت البعثة على توسيع وجود حقوق الإنسان وإنشاء مكاتب جديدة لحقوق الإنسان في البلدان المتضررة بالمثل من انتهاك حقوق الإنسان. كما ساهمت في افتتاح مكتب مفوض الأمم المتحدة السامي لحقوق الإنسان ، المكتب الذي يشرف على جميع أنشطة منظومة الأمم المتحدة المتعلقة بحقوق الإنسان. 